# Heinz Gess
Heinz Gess (* 7. Januar 1945 in Marl) ist ein deutscher Soziologe und Herausgeber der sozialwissenschaftlichen Online-Zeitschrift Kritiknetz – Zeitschrift für kritische Theorie der Gesellschaft.

## Leben
Heinz Gess – aus einer Bergarbeiterfamilie stammend – studierte Soziologie, Volkswirtschaftslehre und Sozialpsychologie an den Universitäten Münster und Bielefeld. 1977 wurde er in Bielefeld über das Dissertationsthema Die Veränderbarkeit (Falsifizierbarkeit) subjektiver Systeme –  ein Beitrag zur Theorie kognitiver Konsistenz (Gutachter: Joachim Matthes, Günter Albrecht, Niklas Luhmann) promoviert. Von 1978 bis 2010 hatte Gess die Professur für Soziologie an der Fachhochschule Bielefeld inne.
Über seine Lehr- und Forschungstätigkeit hinaus erlangte Gess immer wieder größere Aufmerksamkeit durch politische Interventionen, die vor allem in Zusammenhang mit der seit 2005 von ihm herausgegebenen Online-Zeitschrift Kritiknetz standen. 2008 berichtete die überregionale Presse (taz, Jungle World, Die Zeit) von dem erfolglosen Versuch der Fachhochschule Bielefeld, ihm durch ein Disziplinarverfahren die Kritik an der billigenden Haltung der Fachhochschule gegenüber dem ehemaligen Dozenten und Nationalsozialisten Werner Georg Haverbeck zu untersagen. 2010 wurde Gess zeitweise unter Polizeischutz gestellt, nachdem der Präsident der Islamischen Religionsgemeinschaft in Berlin, Abdurrahim Vural, in einer öffentlichen Pressekonferenz zu einer harten Bestrafung des Herausgebers des Kritiknetzes aufgerufen hatte. Dem Aufruf vorausgegangen war die Veröffentlichung von islamismuskritischen Artikeln im Kritiknetz.

## Forschung
Gess war zunächst stark von der Wissenschaftstheorie und Philosophie des kritischen Rationalismus beeinflusst. Seine Schwerpunkte „Soziologie des abweichenden Verhaltens und der sozialen Kontrolle“ und „außerschulische Sozialisation“ orientierten sich in dieser Phase vornehmlich an der soziologischen Handlungstheorie (Max Weber, Alfred Schütz, Robert K. Merton) und der Theorie der symbolischen Interaktion (George Herbert Mead).
Ab 1985 wandte er sich dezidiert vom kritischen Rationalismus ab und machte die Kritischen Theorie der Gesellschaft im Anschluss an Theodor W. Adorno, Max Horkheimer, Herbert Marcuse, Leo Löwenthal sowie die dazugehörige „Kritik der politischen Ökonomie“ (Karl Marx) und die kritisch gewendete Psychoanalyse zum Schwerpunkt seiner Lehre und Forschung. Seit dieser Neuorientierung sind seine Forschungsthemen: Ideologie- und Religionskritik, Kritik modischer Psychologien und therapeutischer Praktiken, Antisemitismusforschung und -kritik, Neofaschismus, Kritik der modernen kapitalistischen Produktionsweise.

## Veröffentlichungen

### Monografien
- Vom Faschismus zum Neuen Denken. zu Klampen, Lüneburg 1994, ISBN 3-924245-33-9.
- Die Falsifizierbarkeit subjektiver Systeme. Ein Beitrag zur Theorie kognitiver Konsistenz. Universität Bielefeld 1977

### Aufsätze (Auswahl)
- C.G. Jungs Antisemitismus während der „Zeitenwende“ und der Ruf nach einem "neuen 1933", in: K. Weber (Hg.), Unterstellte Subjekte. Der Beitrag der deutschen Psychologie zur Faschisierung des Subjektes, Argument Verlag, Hamburg, Berlin 1998
- C.G. Jung und die faschistische „Weltanschauung“. Rassenpsychologie und Antisemitismus, in: Widerspruch 32/1996, Zürich
- Der neue Mensch als Ideologie der Entmenschlichung. Über Bhagwans und Bahros Archetypus, in: G. Kern. L. Traynor (Hg.), Esoterische Verführung. Angriff auf Vernunft und Freiheit, IBDK-Verlag, Aschaffenburg 1995
- Durchkommen ist alles. Jungs Psychologie der Selbsterhaltung, in: Das Argument  209, 37. Jg. /1995
- Bhagwans Sekte und die Struktur der faschistischen Propaganda, in: AKAZ – Zeitschrift für Religions- und Zeitkritik, Nr. 8/1995
- Jungs „praktisch richtige“ Psychologie des „autonomen Geistes“, in: Psychoanalyse im Widerspruch, Jg.7,14/1995
- Kindesmißbrauch, Patriarchale Gewalt und ihre Versöhnung in der Romantik des kollektiven Unbewußten, in: Psychologische Literaturumschau 1/1995, Bessau Verlag
- Positive Kritik als Entsorgung der Vergangenheit, in: Psychologie und Gesellschaftskritik, Jg. 18, 1/1994, Marbuse Verlag Frankfurt a. M.
- Anti-Judaismus bei Franz Alt. Der „neue Mann“ auf antisemitischem Ticket, in: ÖkoLinX, Ökologische linke Zeitschrift Nr. 13, 1/1994
- Die neue intellektuelle Rechte. Die mißlungene Abrechnung mit der Kritischen Theorie, in: Utopie kreativ, Nr. 43/44 / 1994
- Der Alternative Selbstmord, in: AKAZ – Zeitschrift für Religions- und Zeitkritik Nr. 6/1994
- Der Narzißmus der 68er und die Kritische Theorie der Gesellschaft, in: Leviathan, Zeitschrift für Sozialwissenschaften 21. Jg., 3/1993, Westdeutscher Verlag
- Gesundheit als Symptomfreiheit, in: Das Argument 197, 35 Jg./1993, Argument Verlag Berlin, Hamburg

### Herausgeberschaft
- Kritiknetz – Zeitschrift für kritische Theorie der Gesellschaft, Online-Publikation, Hg. Heinz Gess